# José James

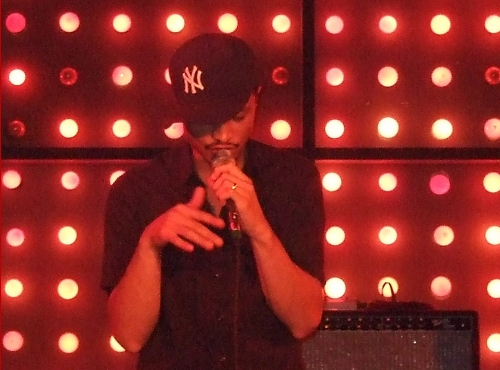
José James, im Mandarin-Casino in Hamburg, am 27. September 2008

José James (* 20. Januar 1978 in Minneapolis) ist ein US-amerikanischer Jazzsänger.

## Leben und Wirken
James hat Vorfahren aus Panama und Irland und wuchs in Brooklyn auf. Großgeworden mit Hip-Hop und Soul fühlte er sich nach eigenen Worten über Nat King Cole und besonders John Coltrane, dessen Equinox er interpretierte, zum Jazz hingezogen. Er wechselte zwischen New York und England, wo er den Produzenten und Discjockey Gilles Peterson auf der Jazz Competition 2006 in London auf sich aufmerksam machte. Bei dessen Label Brownswood erschien 2008 sein Debütalbum The Dreamer mit Junior Mance am Klavier. James singt darauf größtenteils eigene Kompositionen und verwendet unterschiedliche Stile vom klassischen Scatgesang bis zum Hip-Hop (Park Bench People von Freestyle Fellowship). Der Titel soll an Martin Luther King erinnern. Er spielt mit verschiedenen Rhythmusgruppen und mit Gideon van Gelder am Klavier. 2010 erschien sein zweites Album Blackmagic ebenfalls bei Brownswood. Für seine Billie-Holiday-Hommage Yesterday I Had The Blues wurde er 2016 mit einem ECHO Jazz ausgezeichnet. 2018 erschien von ihm eine Hommage an Bill Withers zu dessen 80. Geburtstag unter dem Titel Lean on Me.

## Diskografische Hinweise
- 2008: The Dreamer
- 2010: Blackmagic
- 2010: For All We Know
- 2013: No Beginning No End (Blue Note)
- 2014: While You Were Sleeping (Blue Note)
- 2015: Yesterday I Had the Blues (Blue Note)
- 2017: Love in a Time of Madness (Blue Note)
- 2018: Lean on Me (Blue Note)
- 2020: No Beginning No End 2 (Rainbow Blonde)
- 2021: New York 2020 (Rainbow Blonde)